# محمد موسایف
محمد صفربکویچ موسایف (به روسی: Магомед Саварбекович Мусаев) زاده ۱۱ مارس ۱۹۸۹، کشتی گیر قرقیزستانی است. از افتخارات این کشتی گیر می توان به کسب مدال نقره بازی‌های آسیایی ۲۰۱۴ اشاره کرد.او در المپیک ۲۰۱۲ لندن با شکست مقابل رضا یزدانی از دور رقابت ها حذف شد. او در وزن ۹۷ کیلوگرم در المپیک ۲۰۱۶ ریو نیز شرکت داشت که در دور اول خودربولگا دورجخاندین از مغولستان را شکست داد اما در دور بعد از والری آندریتسوف کشتی گیر اوکراینی شکست خورد و با توجه به شکست این کشتی گیر در مرجله بعد، از دور رقابت ها کنار رفت.